# Moranila australica
Moranila australica är en stekelart som först beskrevs av Girault 1917.  Moranila australica ingår i släktet Moranila och familjen puppglanssteklar. Inga underarter finns listade i Catalogue of Life.